# آدام شتینمتز
آدام شْتِینمِتز (مجاری: Steinmetz Ádám؛ زادهٔ ۱۱ اوت ۱۹۸۰) بازیکن واترپلو اهل مجارستان است.
وی در مسابقات کشوری و بین‌المللی در مجموع برندهٔ ۱ مدال طلا، ۱ مدال نقره، ۱ مدال برنز شده‌است.